# Um Tratado sobre Probabilidade
Um Tratado sobre Probabilidade (A Treatise on Probability) é uma obra de John Maynard Keynes que a publicou em 1921 após ter regressado à Universidade de Cambridge. Keynes tinha completado Um Tratado sobre Probabilidade antes da guerra, mas apenas o publicou em 1921. Na obra, Keynes criticou a teoria clássica de probabilidade e propôs em substituição uma teoria "lógico-relacionista".

## Resumo

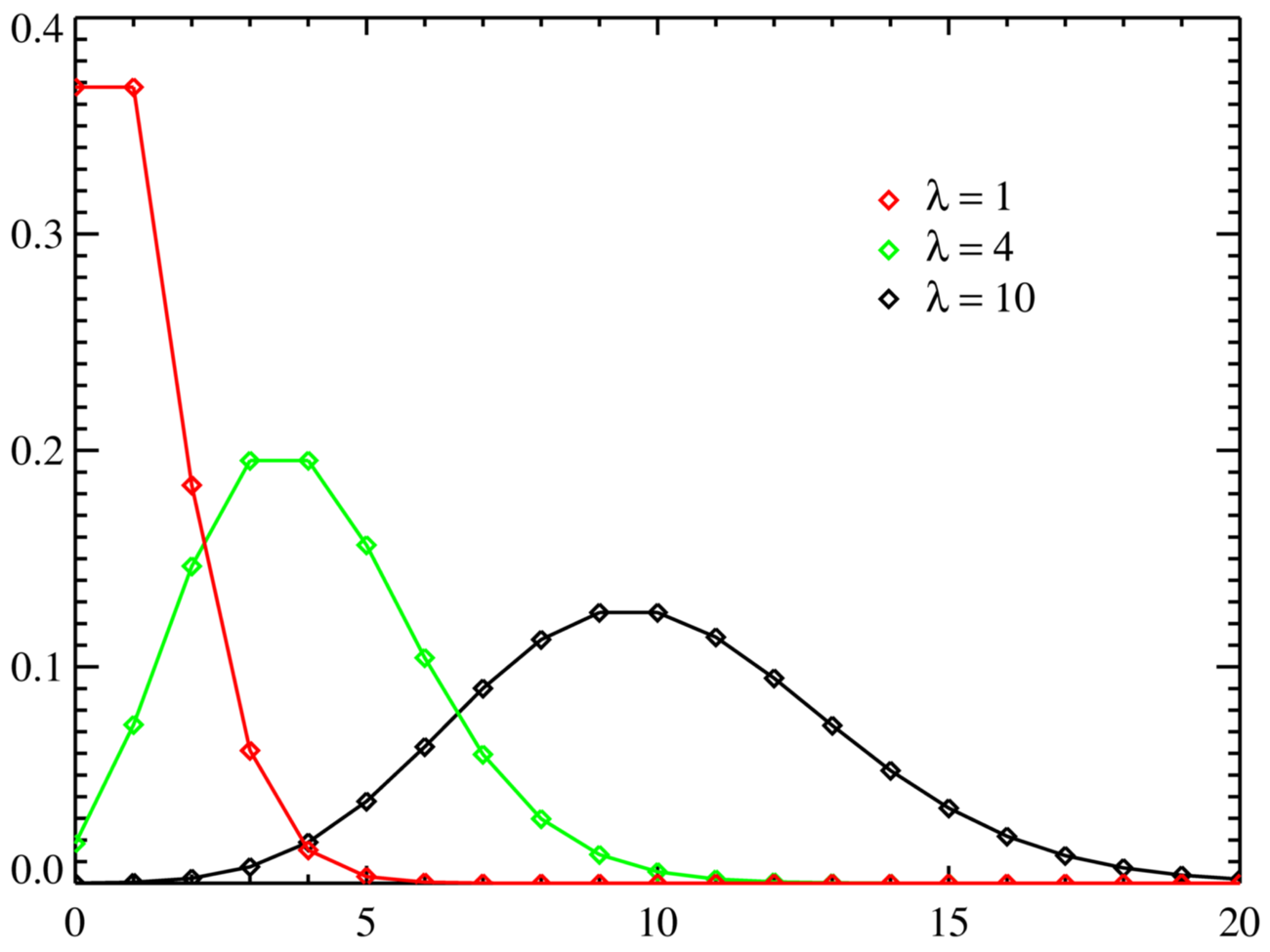
Representação de uma função de probabilidade, neste caso a Distribuição de Poisson.

O Tratado é fundamentalmente filosófico na sua essência, apesar das extensas fórmulas matemáticas.  O Tratado apresentou uma abordagem das probabilidades que era mais sujeita à variação com provas do que a versão clássica que era principalmente quantificada. A conceção de probabilidade de Keynes tem subjacente uma relação estritamente lógica entre o acontecimento e a hipótese, um grau de implicação parcial. O Tratado de Keynes dá conta da interpretação lógica de probabilidade clássica, ou lógica probabilística, uma visão sobre probabilidades que foi continuada por obras posteriores como Logical Foundations of Probability de Rudolf Carnap em 1950 e Probability Theory: The Logic of Science de Edwin Thompson Jaynes publicado em 2003.
Keynes considerava as probabilidades numéricas como casos especiais de probabilidade, a qual não tinha que ser quantificável ou sequer comparável.
A obra foi uma contribuição notável para os fundamentos filosóficos e matemáticos da Teoria das probabilidades, defendendo a importante perspetiva de que as probabilidades não eram mais ou menos do que os valores de verdade (ou valores lógicos), mas antes intermediários entre verdade e falsidade. Keynes desenvolveu pela primeira vez a abordagem do intervalo probabilístico com limite superior-inferior nos capítulos 15 e 17 do livro, bem como desenvolveu a primeira abordagem a decisões ponderadas com o seu coeficiente convencional de risco e peso, "c", no capítulo 26.
No capítulo 3, Keynes usou o exemplo de levar, ou não, um guarda-chuva para um passeio para expressar a ideia de incerteza que ele tratava com o uso de intervalos de estimativas nos capítulos 3, 15, 16 e 17 da obra. Intervalos que se sobrepõem e não são maiores que, ou menores que, ou iguais a cada um dos outros. Eles não podem ser comparados.
Keynes exemplificava do seguinte modo:

É a nossa expectativa de ir chover, quando saímos para um passeio, de ser sempre mais provável chover do que não, ou menos provável do que não, ou tão provável quanto não? Estou preparado para argumentar que, em algumas ocasiões, não se verifica nenhuma destas alternativas, e que será uma questão arbitrária decidir a favor ou contra levar o guarda-chuva. Se o barómetro está num nível elevado, mas as nuvens são negras, não é sempre racional que um indicador deva prevalecer sobre o outro nas nossas mentes, ou mesmo que devemos considerá-los ao mesmo nível, embora seja racional permitir que seja o capricho a decidir o que iremos fazer e a não perder mais tempo no debate.

## Recepção
Numa apreciação em 1922, Bertrand Russell, o co-autor de Principia Mathematica, classificou-o como "sem dúvida, o mais importante trabalho sobre probabilidade surgido desde há muito tempo," e um "livro que no seu todo nunca será demais louvar muito encarecidamente".

## Nota
- Este artigo foi inicialmente traduzido, total ou parcialmente, do artigo da Wikipédia em inglês cujo título é «A Treatise on Probability».